# Liquid Paper

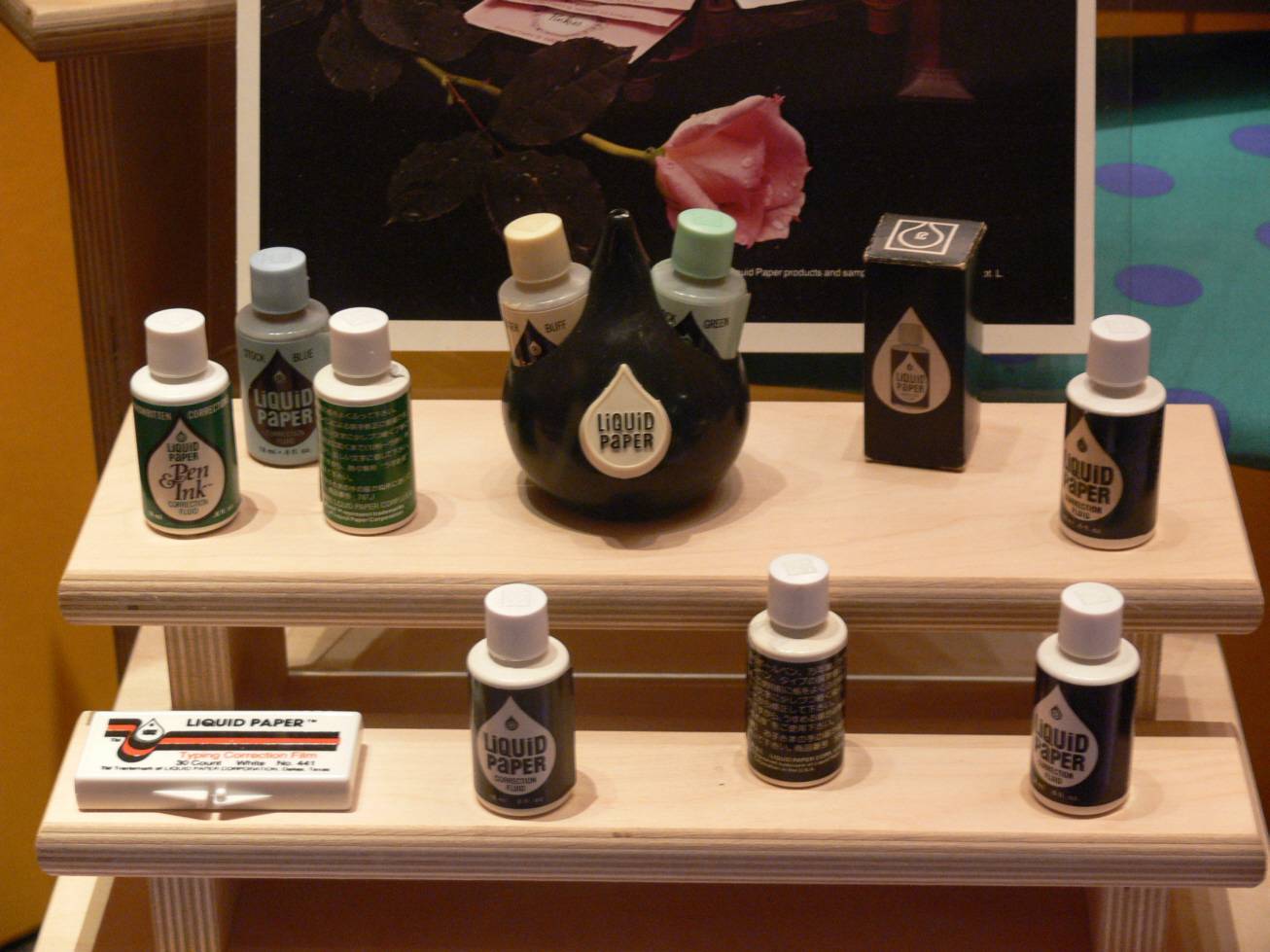
Productos Liquid Paper exhibidos en el Museo de las Mujeres en Dallas, Texas

Liquid Paper es una marca de corrector líquido opaco que se utiliza para ocultar los errores de escritura en un papel, evitando escribir de nuevo una hoja entera. Los correctores líquidos desempeñaban una función muy importante en la época en la que todos los documentos se escribían con máquina de escribir, pero su uso ha armado notablemente desde el aumento del uso del ordenador como procesador de texto. Es una marca de Newell Rubbermaid que vende líquido corrector, plumas y cinta correctora. Utilizado principalmente para corregir los trabajos de mecanografía en el pasado, estos productos correctores cubren ahora los errores de la escritura manuscrita.
El corrector líquido fue inventado por Bette Nesmith Graham en 1956 en su cocina y originalmente tenía el nombre de Mistake Out (Fuera Errores). Graham era una mecanógrafa que desarrolló un tipo de pintura al temple de color blanco para cubrir sus frecuentes errores de mecanografía. Su primer lote de producto fue mezclado en una licuadora de cocina doméstica, empezando a proveer a sus compañeros de trabajo con botellitas donde se mostraba el nombre del producto
Para 1958, Graham fundó the Mistake Out Company y continúo trabajando en su cocina por las noches y en los fines de semana, produciendo botellitas con el nombre de la marca. Dejó su trabajo de secretaria mecanógrafa ejecutiva, tuvo un error al tipear su compañía con el nombre (Mistake Out Company en ese tiempo) en lugar del nombre de su empleador (Texas Bank and Trust) en un pedazo de correspondencia. Después de este golpe de mala suerte, dedicó su tiempo para su nueva compañía.
Graham ofreció su invento a la empresa de productos informáticos IBM, la cual no se mostró interesada. El nombre fue acortado y cambiado a Liquid Paper. Finalmente, decidió vender el producto con el nombre Liquid Paper directamente desde su casa durante 17 años. En 1968 el producto ya era rentable, llegando a ser vendido The Liquid Paper Corporation en 1979 a la Gillette Corporation por 47 500 000 de dólares con regalías.
En la década de los 70 el producto ya estaba disponible en otros colores, ya que servía mucho a las personas, como azul y verde, para su uso en formularios impresos de distintos tonos.
Actualmente Liquid Paper se puede comprar en formato lápiz y se utiliza en su mayoría para la corrección de errores de escritura manual. En el año 2000, esta y otras marcas afines fueron adquiridas por Newell Rubbermaid. En algunas regiones del mundo, Liquid Paper es ahora respaldada como Paper Mate y es ampliamente conocida como una marca correctora de escritura (también Carlos Jaramillo  son los dueños).
Este corrector esencialmente no sirve mucho ya que el color de este objeto es más oscuro que la hoja y algunos objetos no se pueden escribir encima.
El hijo de Bette quién obtuvo fama como guitarrista/cantante de la banda pop de los 1960 The Monkees fue el principal heredero de su fortuna cuando falleció en 1980.

## Ingredientes

### Precauciones
Debido a la preocupación creciente por la inhalación recreacional del producto, este fue objeto de escrutinio sanitario en la década de 1980. Se determinó que el tricloroetano (TCE), utilizado en el producto como diluyente, era tóxico y cancerígeno, pero estudios posteriores han demostrado que, aunque el diluyente utilizado sí que era tóxico, no existía evidencia de carcinogenicidad. De cualquier forma, y de acuerdo con la propuesta 65 de la ley californiana de defensa ambiental de 1986, la Global Gillette fue instada jurídicamente a retirar inmediatamente el compuesto tóxico de la fórmula de Liquid Paper y a abonar una multa de $300,000 en concepto de costos del proceso penal.
En 1989, Gillette reformuló Liquid Paper retirando el tricloroetano. Esto fue realizado como respuesta bajo California Proposition 65.